# هانا روبرتس (راكبة دراجة هوائية)
هانا روبرتس (بالإنجليزية: Hannah Roberts) (مواليد 10 أغسطس 2001) راكبة درجات امريكيه باسلوب حر.

## حياتها المبكرة
ولدت هانا في ساوث بيند بولاية إنديانا في 10 أغسطس 2001. والدتها هي بيتي روبرتس. نشأت روبرتس في بوكانان بولاية ميشيغان. تخرجت روبرتس من مدرسة بوكانان الثانوية في عام 2019.

## حياتها المهنية
بدأت روبرتس ركوب الدرجات الهوائية في عمر التاسعة.  كان ابن عمها، بريت باناسويستز، أحد أفضل راكبيّ الدراجات الهوائية في الولايات المتحدة واصبح ملهم لروبرتس.  دخلت روبرتس أول مسابقة بي إم إكس لها في عام 2012.  تنافست روبرتس في مدينة تشنغدو بالصين في بطولة FISE World Series 2017 ولقبت بطلة العالم.   فازت روبرتس بلقبها العالمي الثاني في ركوب الدرجات في نوفمبر 2019. وأصبحت روبرتس أول أمريكية تتأهل في مسابقة الدرجات الهوائية الحرة للألعاب الأولمبية الصيفية 2020،  حيث فازت بالميدالية الفضية.

## حياتها الشخصية
تزوجت روبرتس من كيلسي ميلر في يناير 2021  وشكرته على دعمها لها اثناء تدريباتها للاوملبياد.